# Israel Meir Kagan

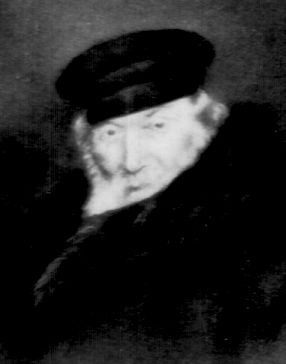
Israel Meir Kagan,
genannt Chafetz Chajim, 1929

Israel Meir Kagan (Israel Meir Ha-Kohen, eigentlich Pupko; geboren 6. Februar 1838 in Dziatlava, jiddisch Zhetl, heute in Belarus; gestorben 15. September 1933 in Radun, Belarussische SSR), genannt Chafetz Chajim oder Chofetz Chajim (hebräisch חָפֵץ חַיִּים) – nach dem Titel seines ersten Werkes –, war ein Gelehrter, Ethiker und eine osteuropäische rabbinische Autorität des orthodoxen Judentums. Er hinterließ über 20 Werke, das bekannteste ist sein sechsbändiger Kommentar zum Schulchan Aruch (Orach Chajim): Mischnah Berurah, der für streng religiöse aschkenasische Juden bis heute verbindlich ist.

## Leben
Israel Meir Kagan wurde in Zhetl geboren, einem jüdischen Stetl gut 150 km östlich von Grodno, das bis zu den Teilungen Polens zu Polen-Litauen gehörte und sich nachher im russischen Ansiedlungsrayon befand. Bis zu seinem zehnten Lebensjahr wurde er von seinen Eltern unterrichtet. Nach dem frühen Tod seines Vaters übersiedelte er mit seiner Mutter nach Wilna, wo er seine Studien an einer Talmudhochschule fortsetzte. Nach seiner Heirat mit der Tochter seines Stiefvaters lebte er in Radun, einer Kleinstadt südlich von Wilna, deren Bevölkerung etwa zur Hälfte aus Juden bestand.

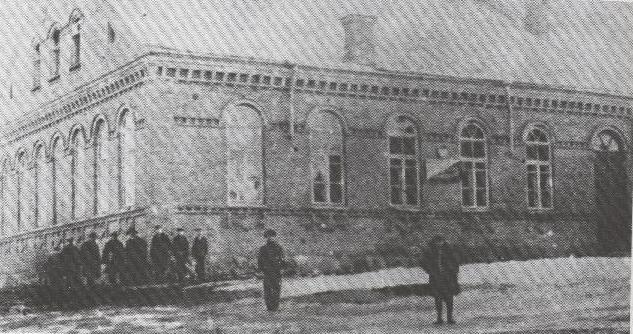
Jeschiwa in Radun,
genannt Chafetz Chajim Jeschiwa

Kagan amtete wohl nie als Rabbiner, auch wenn einige Quellen eine kurze Tätigkeit als Rabbiner in Radun angeben. Seinen Lebensunterhalt bestritt er mit einem kleinen Lebensmittelgeschäft, das von seiner Frau geführt wurde, in späteren Jahren konnte er dagegen von seinen Publikationen leben. Er widmete sich dem Studium und wirkte als Lehrer, besonders auch der einfachen Leute, die er zum Studium der heiligen Schriften und zur Einhaltung der Gebote aufforderte. Er lehrte zunächst in Wassilischki (jiddisch װאַסילישאָק, Wassilischok) und gründete 1869 sein eigenes Lehrhaus in Radun, das als „Chafetz Chajim Jeschiwa“ bekannt wurde. Später übertrug er die Lehrtätigkeit seinen Schwiegersöhnen und anderen Gelehrten und widmete sich erzieherischen und organisatorischen Fragen, hielt Vorträge und publizierte seine Schriften. Während des Ersten Weltkrieges floh er nach Russland und kehrte 1921 nach Radun zurück, das unter polnischer Herrschaft stand, um seine Lehrhäuser wieder zu eröffnen.
Die Ende des 19. Jahrhunderts einsetzende Auswanderung osteuropäischer Juden nach dem Land Israel weckte in ihm die Hoffnung auf eine baldige Ankunft des Messias, die durch die Gräuel des Ersten Weltkriegs noch verstärkt wurde. Entsprechend wurde an seiner Jeschiwa dem Studium der Abschnitte des Talmuds besondere Beachtung geschenkt, die sich mit dem Tempel in Jerusalem befassen (Seder Qodaschim), der nach jüdischer Auffassung nach Ankunft des Messias wiederaufgebaut werden wird.
Bestrebt, die jüdische Orthodoxie in Litauen und international zusammenzuhalten, und als Gegner des politischen Zionismus wurde er Mitbegründer der Agudat Israel, deren erste internationale Konferenz er 1923 in Wien eröffnete, und beteiligte sich an der Gründung eines Komitees, das den bedrängten religiösen jüdischen Lehranstalten zu helfen versuchte. Trotz gesundheitlicher Probleme war er bis ins hohe Alter in jüdischen Angelegenheiten unterwegs und äußerte sich zu aktuellen Fragen in der jüdischen Presse. Er starb 1933 im Alter von 95 Jahren in Radun. Die New York Times bezeichnete ihn in ihrem Nachruf als „ungekrönten spirituellen König Israels“. Das Haus, in dem er in Radun gelebt hatte, wurde in die USA transportiert und auf dem Campus der Yeshiva Chofetz Chaim in Suffern, in der Nähe von New York wieder aufgebaut. Viele andere jüdische Schulen und Institutionen tragen ebenfalls seinen Namen; in Palästina wurde der erste von der Agudat Israel 1944 gegründete orthodoxe Kibbutz nach ihm Chafetz Chaim benannt.

## Werk

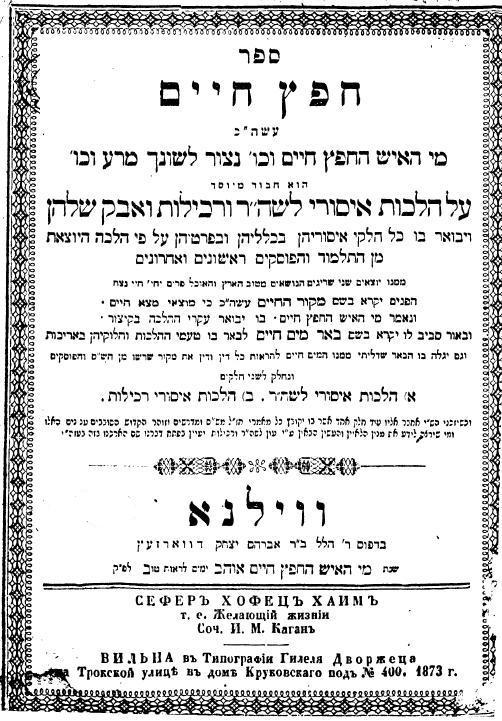
Titelblatt Chafetz Chajim,
Wilna 1873

Im Alter von fünfunddreißig Jahren veröffentlichte er anonym sein erstes Werk, Chafetz Chaijm, in dem er klare religiöse Vorschriften gegen Üble Nachrede, Verleumdung und Klatsch (hebr. laschon hara) formuliert. Der Titel kann mit der das Leben will übersetzt werden und stammt aus Psalm 34,13–14 : „Wer ist der Mann, der Leben begehrt (ha Chafetz Chaim), der sich Tage wünscht, an denen er Gutes schaut? Behüte deine Zunge vor Bösem und deine Lippen, daß sie nicht betrügen“. Kagan legte großen Wert auf die Einhaltung dieser Gesetze und verfasste auch ein Morgengebet dazu. In einem zweiten Buch, Schmirat ha-Laschon, veröffentlichte er 1876 eine Fortsetzung mit ethisch-moralischen Erklärungen der Wichtigkeit dieser Gesetze.
Er schrieb außerdem unter anderem: Machaneh Israel (1881), einen Leitfaden mit praktischen Vorschriften für russische jüdische Soldaten, Ahawat Chessed (1888) über zwischenmenschliche Beziehungen, besonders auch in Geld- und Eigentumsfragen, Neddechei Israel und Schem Olam (1893) für die Juden, die in westliche Länder, besonders nach Amerika auswanderten und den Traditionen treu bleiben wollten, Taharat Israel (1910), über die Reinheitsvorschriften und Likutei Halachot (1899–1925), die sich mit dem Tempeldienst nach Erscheinen des Messias auseinandersetzen.
Sein bekanntestes, noch heute weit verbreitetes und im aschkenasischen Judentum als maßgeblich anerkanntes Werk ist sein sechsbändiger Kommentar zum Schulchan Aruch Orach Chajim: Mischnah Berurah (deutsch Klare Lehre 1884–1907), an dem er, unterstützt von seinem Sohn und seinen Schwiegersöhnen, mehr als zwanzig Jahre gearbeitet hat. Die Mischnah Berurah kommentiert den Teil Orach Chajim des Schulchan Aruch Satz für Satz. Neben dem Text von Josef Karo, dem Verfasser des Schulchan Aruch, werden drei klassische Kommentare abgedruckt, und am Ende folgt Kagans eigener Kommentar. Die Mischnah Berurah liegt auch in einer neueren zweisprachigen Ausgabe – Hebräisch und Englisch – vor.

## Schriften (Auswahl)
- Chafetz Chajim online, Wilna 1873
- Machaneh Israel online, Warschau 1881
- Ahawat Chessed online, Warschau 1888
- Neddechei Israel online, Warschau 1893
- Schem Olam online Warsaw, 1893 und online, Warschau 1897
- Schmirat ha-Laschon, 1876 online, Warschau 1895
- Ahawat Jisrael, 1928
- Mischnah Berurah, 1884–1907
  - Mishnah Berurah; the classic commentary to Shulchan Aruch Orach Chayim, comprising the laws of daily Jewish conduct by Yisroel Meir Ha-Cohen (the Chafetz Chayim). An English translation of Shulchan Aruch and Mishnah Berurah with explanatory comments, notes, and facing Hebrew text; edited by Aharon Feldman and Aviel Orenstein; Pisgah Foundation, Jerusalem 1980–2002 [002875114]
- Likutei Halachot 1. Band, 2. Band, 3. Band, 4. Band, Petersburg 1899–1925